# Gogona

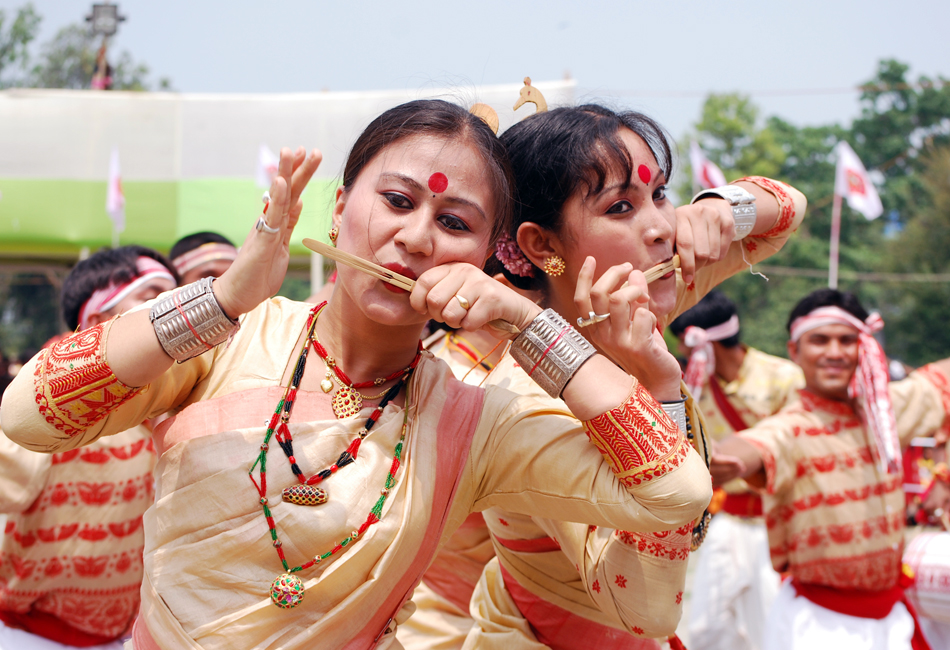
Mujeres assam tocando la gogona.

La gogona (assamés:গগণা) es un tipo de arpa de boca, un instrumento de lengüeta vibrante que es utilizado en la música tradicional Bihu de Assam en la India. Está fabricado con un trozo de bambú/cuerno que posee una bifurcación en un extremo. Se aprieta con los dientes el extremo sólido mientras que el extremo libre es golpeado en forma repetida con los dedos para producir el sonido característico de la gogona.

## Tipos

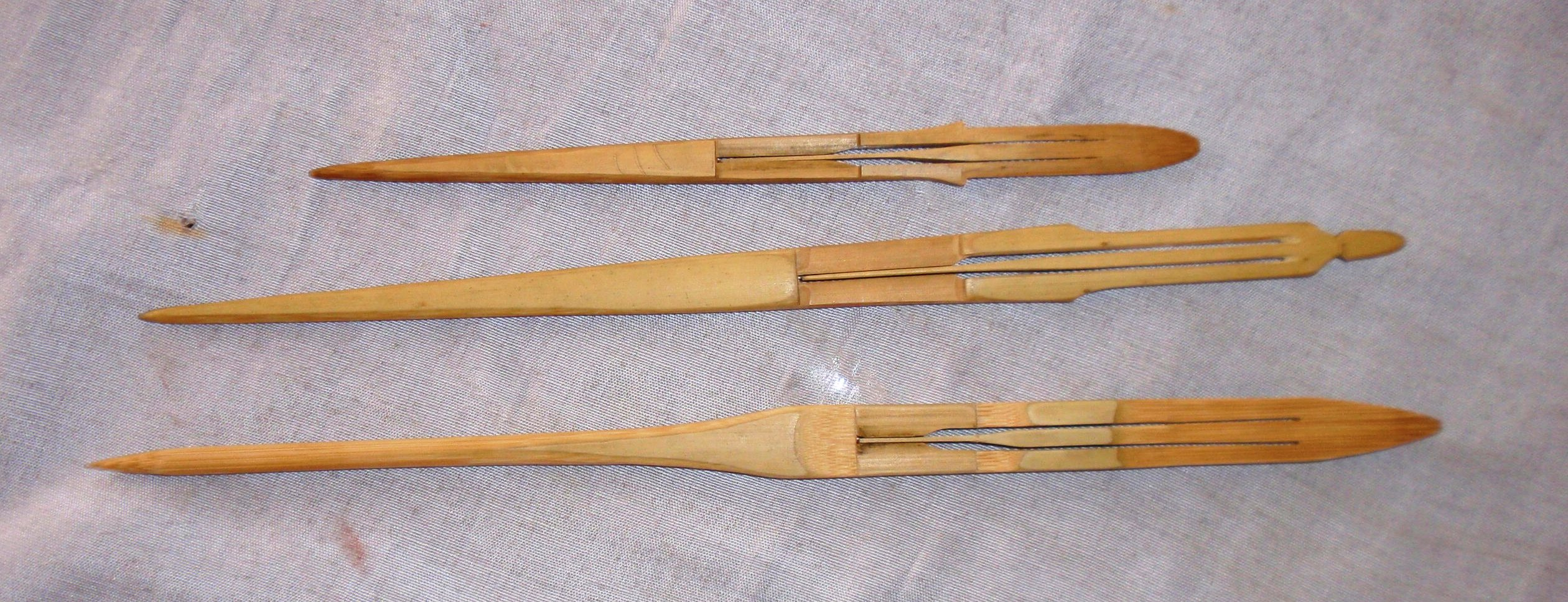
Gogona.

- Ramdhan Gogona (assamés: ৰামধন গগণা) generalmente es tocada por músicos varones, es más corta, ancha y ligeramente más pesada que la Lahori Gogona de manera de ajustarse mejor a la mano de un hombre. Al igual que otros instrumentos tales como Bansuri (Flauta) y el Xutuli se lo utiliza atado al tongali o gamusa del ejecutante.
- Lahori Gogona[1] (assamés:লাহৰি গগণা) está diseñada para ajustarse a la mano de una mujer, es ligeramente más delgada y más larga que la Ramdhan Gogona, generalmente se la utiliza a modo de broche del cabello mientras se baila la danza Bihu.